# 6349 Acapulco
6349 Acapulco è un asteroide della fascia principale del diametro medio di circa 19,24 km. Scoperto nel 1995, presenta un'orbita caratterizzata da un semiasse maggiore pari a 2,6685657 UA e da un'eccentricità di 0,1356337, inclinata di 10,80847° rispetto all'eclittica.
L'asteroide è dedicato all'omonima città messicana.